# 里奇卡河 (黑切列莫什河支流)
里奇卡河（羅馬化：Richka）是烏克蘭的河流，位於該國西部，屬於黑切列莫什河的右支流，發源自扎馬霍拉西南面，流經伊萬諾-弗蘭科夫斯克州，河道全長15公里，流域面積77.3平方公里。